# Jan Ernst Ligtvoet van Leeuwen
Jan Ernst Ligtvoet van Leeuwen (Den Haag, 1779 - Velp, 17 augustus 1846) was een Nederlandse burgemeester.

## Leven en werk
Ligtvoet van Leeuwen werd in 1779 in Den Haag geboren als zoon van Abraham Ligtvoet van Leeuwen en Maria Magdalena Reur. Hij studeerde rechten aan de universiteit Leiden, waar hij in 1805 promoveerde. Hij vestigde zich als advocaat en bierbrouwer in Gouda. In 1804 had hij een bierbrouwerij aan de Haven in Gouda gekocht. In de periode voor 1813 was hij wethouder en adjunct-maire van Gouda. Halverwege 1813 werd hij benoemd tot maire van Gouda. Als maire zorgde hij in november 1813 voor een vreedzame overgang zonder al te veel ongeregeldheden na het vertrek van de Fransen. Hij vormde een provisionele stadsregering waarin ook enkele oranjegezinde regenten zitting namen. Ook zijn voorganger Van der Does trad toe tot dit stadsbestuur. Ligtvoet van Leeuwen werd president van de provisionele stadsregering. Hij vervulde deze functie tot 1815. Van 1815 tot 1825 was hij plaatsvervangend vrederechter in Gouda. 
Hij trouwde op 2 juli 1805 te Den Haag met Anna Margaretha Brugman. Hij overleed in augustus 1846 op 67-jarige leeftijd in Velp.